# クイズ日本人の質問
『クイズ 日本人の質問』（クイズ にっぽんじんのしつもん）は、NHK総合テレビジョンで1993年4月6日から2003年3月30日まで放送されたクイズ番組。開始当初から1994年3月までは火曜日の20:00 - 20:40、同年4月から最終回までは毎週日曜日の19:20 - 20:00に放送された。

## 概要
内容はかつて放送された『ゲーム ホントにホント?』とほぼ同じ形式で、出演者は「司会」の古舘伊知郎・4人の「もの知り博士」・2人1組の「解答者」4チームで構成された。視聴者から寄せられた素朴な疑問・質問（番組名に「日本人」とあるが、日本以外の国籍の視聴者からの質問も取り上げたことがある）に、4人の博士が持論と共に「答え」を紹介する。ただし、持論を繰り広げる4人の博士は自分が正解を言っているかは知らず、事前に正解を知っているのは古舘のみである。
レギュラー放送開始前の1992年12月25日に、『バラエティー日本人の質問 クイズ&ドキュメント』という番組名でパイロット版が放送された。司会は当時NHKアナウンサーの徳田章が担当。編成はレギュラー版と若干異なり、後半には「世の中には正解のない質問もあります」として『平成世の中研究所』のパイロット版が含まれていた。翌年1993年2月11日には、古舘司会のパイロット版第2弾が放送された。
レギュラー化当初は『クイズ面白ゼミナール』と同様、オープニングで各解答者に視聴者から寄せられた質問から作られた一問一答の2択問題（いわゆる○×クイズのように、質問に対する答えが合っているかどうかを答える問題が基本）を出し、正解で10点獲得出来るコーナーがあった（1人に1問ずつ出題、チームの2人共が正解で20点） 。その後、4択の問題が4問出題され、チームで1つの答えを出して正解すると20点。後にオープニングでの2択は廃止され、4択問題4問のみとなった。またこの頃より質問タイムが設けられ、解答者がそれぞれの博士に質問をすることができるようになった（博士は質問に答えられるように、スタッフから事前に資料を用意されている）。
正解発表はBGMとともにもの知り博士の席とセットの電飾が点灯、そのうち3つが消え、1つだけ点灯している博士が正解である。
前半の3問はチーム戦で、2人で相談して1つの答えを出し、正解すると20点獲得。最終問題は解答者8人がそれぞれ答える個人戦で、正解すると1人25点、2人正解で50点を獲得（満点は110点）。最終問題はチームの2人で相談して、同じ答えを出しても答えをバラけさせてもよい。初期は最終問題もそれまでの問題と同じく2人で1つの答えを出して正解なら20点だった（オープニングコーナーと合わせて満点は100点）。
最終的に得点を最も多く獲得したチームがトップ賞として、針すなおが描いた出演者のイラストが描かれたジグソーパズルが、リニューアルされた後期では、組み合わせると4面に各チームの解答者が描かれた立方体になるブロックパズルがプレゼントされる（トップが同点で2組以上いる場合はその全ての組に賞品が与えられる） 。
また、質問が採用された視聴者にトップ賞と同じパズルがプレゼントされるが、初期には全員にではなく、ユニークな質問・答えがユニークな質問を寄せた視聴者1名を出演者全員の合議によって選び、その人に「目からウロコ賞」としてジグソーパズルをプレゼントしていた。
得点表示は初期はCG合成によるテロップで表示されていたが、後に解答者席にデジタル（7セグ）表示の電光掲示板が取り付けられ、常に得点表示がされるようになった。
1994年4月から2年程、ステレオ放送のマークがVTR編集時に挿入されていた（他のNHKの地上波・衛星波の番組では同年3月を以て番組送出時のステレオ放送のマークの表示が廃止。また、マスター出し時代は画面左下に番組開始時の10秒間の時刻表示とともにカットイン･アウト方式で送り出されていたが、放送VTRへの挿入に表示形式を変更後は、オープニング直後に画面右下にフェードイン･アウト形式で表示されていた）。
1994年 - 1996年、古舘は本番組を担当した縁で『NHK紅白歌合戦』の白組司会に起用された。古舘は「NHK連続テレビ小説「君の名は」に出演させていただいたこともあります。それが「クイズ日本人の質問」などのNHK番組、さらに「紅白歌合戦」の司会につながっていったと思います」と述べている。紅白内で本番組のレギュラーが応援ゲストとして出演する演出もあった。
放送ライブラリーではパイロット版第2弾とレギュラー版第1回が公開。

### リニューアル
2000年4月2日からは『新・クイズ 日本人の質問』としてリニューアルされ、「もの知り博士」のメンバーが一部入れ替えられた。ルールは前と同じであるが、第1問に限り出題後にもの知り博士がまず答えを発表し、解答者が個々でプレートを立てて答えを選ぶ部分が追加され、古舘は解答者の紹介がてら答えをチェックする。その後、もの知り博士の詳しい説明を聞いてから通常通り答えをフリップに記入、それが正式な解答となる。

## 出演者

### 司会
- 徳田章（パイロット版第1弾）
- 古舘伊知郎（パイロット版第2弾、レギュラー版）
- 事前に正解を知っている唯一の出演者。

### もの知り博士

#### レギュラー
- 1枠（水色） - 高橋英樹
- 2枠（ピンク） - 大桃美代子（1993年4月6日 - 2000年3月26日）→吉本多香美（2000年4月2日 - 2003年3月30日）
- 3枠（黄緑） - 矢崎滋（1993年4月6日 - 2000年2月13日）→佐藤B作・井上順（2000年2月20日 - 2003年3月30日、週交代）
矢崎は2月13日を最後に出演せず、4月のリニューアル時に正式に降板となった。この間の代役の中に4月からのリニューアルに際してもの知り博士となったB作と井上も含まれていた。
- 4枠（黄色） - 桂文珍
- 番組開始当初は、1枠の高橋がピンク、2枠の大桃が水色の席だった。
- それぞれの博士の唱える説は1枠から順に「起承転結」のように構成されており[6]、1枠は最も常識的に思える説、2枠は1枠に対抗する説、3枠はそれまでの2説とは全く違う説、4枠はまるで"オチ"のような笑いの漏れるような変わった説を唱えるような構成が多かった。
- もの知り博士には本当の正解は知らされておらず、正解が発表されると博士自身がその答えに驚くという光景も見られた。

#### ピンチヒッター
- 宮尾すすむ
- 宝田明
- 竜雷太
- 渡辺徹
- 山田邦子
- 桂ざこば
- 山口良一
- 前述したレギュラーのもの知り博士は個々のスケジュールの都合や多忙時期に番組を欠席することがあり、その際にレギュラー陣の代役として不定期に出演していた。また、解答者として出演する事もたまにあった。原則欠席した博士の席で代役を務めるが、これに合わせてレギュラー陣が席替えを行い、普段と異なるポジションを担当したことがあった。

### 主な解答者
（五十音順）
- 青田典子
- あがりた亜紀
- 伊集院光[7]
- 稲川淳二
- 大槻義彦
- 大東めぐみ
- 大山のぶ代
- 小田茜
- 小林千絵
- 小林千登勢
- 桑野信義
- ケント・ギルバート
- 神保美喜
- 島崎和歌子
- 田村英里子
- 富田たかし
- 中島誠之助
- 夏木ゆたか
- 橋田壽賀子
- 遥洋子
- ヒロコ・グレース
- 布川敏和
- 藤田弓子
- 三浦早苗
- 水沢アキ
- 光浦靖子
- 森脇健児
- 山本耕一

ほか
- レギュラー版第1回の回答者は野川由美子[5]、桜木健一[5]、兵藤ゆき[5]、春風亭昇太[5]、小田茜[5]、下川辰平[5]、星野仙一[5]、山田久志[5]。

### アシスタント
- 阿部美穂子（1995年4月2日 - 1999年9月19日）
- 夏川真紀
- 遠藤加奈子（1999年10月3日 - 2003年3月30日）

### ナレーション
- 黒沢良[5]

## スタッフ
- 構成 - 井上頌一[4][5]、武田浩、高梨安英、長野容子[4]、章田宙谷[5] ほか